# Little River, South Carolina
Little River är en ort i Horry County i delstaten South Carolina, USA.